# José de Magalhães Pinto
José de Magalhães Pinto (Santo Antônio do Monte, 28 de junio de 1909-Río de Janeiro, 6 de marzo de 1996) fue un banquero, político y diplomático brasileño.

## Biografía
Fue presidente de la Asociación Comercial de Minas Gerais, presidiendo la Federación de Comercio de ese estado. En 1943 fue director del Banco da Lavoura. Firmó el "manifiesto de los mineros" y fue destituido por imposición del gobierno federal.
Funcionario bancario desde la adolescencia, en 1944 participó en la fundación del Banco Nacional de Minas Gerais (Banco Nacional).
Al año siguiente integró la recién fundada Unión Democrática Nacional, siendo electo diputado constituyente, renunciando a su mandato para ocupar el cargo de Secretario de Hacienda de Minas Gerais en el gobierno estatal de Milton Campos. 
Fue gobernador del estado de Minas Gerais entre 1961 y 1966; de su época datan el Estadio Mineirão y el Banco de Desarrollo de Minas Gerais. Financió el Ipes. Fue uno de los impulsores de la conspiración que desembocó en el golpe de Estado de 1964. Después del golpe, su fortuna se multiplicó y constituyó seis bancos más en 1972. 
Se desempeñó como Ministro de Relaciones Exteriores del gobierno de Costa e Silva.
Fue un importante financista de contratistas de obras públicas en la época del Milagro brasileño. Fue dos veces diputado federal por Minas Gerais y senador entre 1971 y 1979.
Dejó la política en 1985, debido a una enfermedad.

## Homenajes
El estadio Mineirão, el segundo mayor de Brasil, lleva su nombre en homenaje. 
La avenida principal de la ciudad de Coronel Fabriciano se denomina Avenida Governador José de Magalhães Pinto.